# Kapelusz grzyba

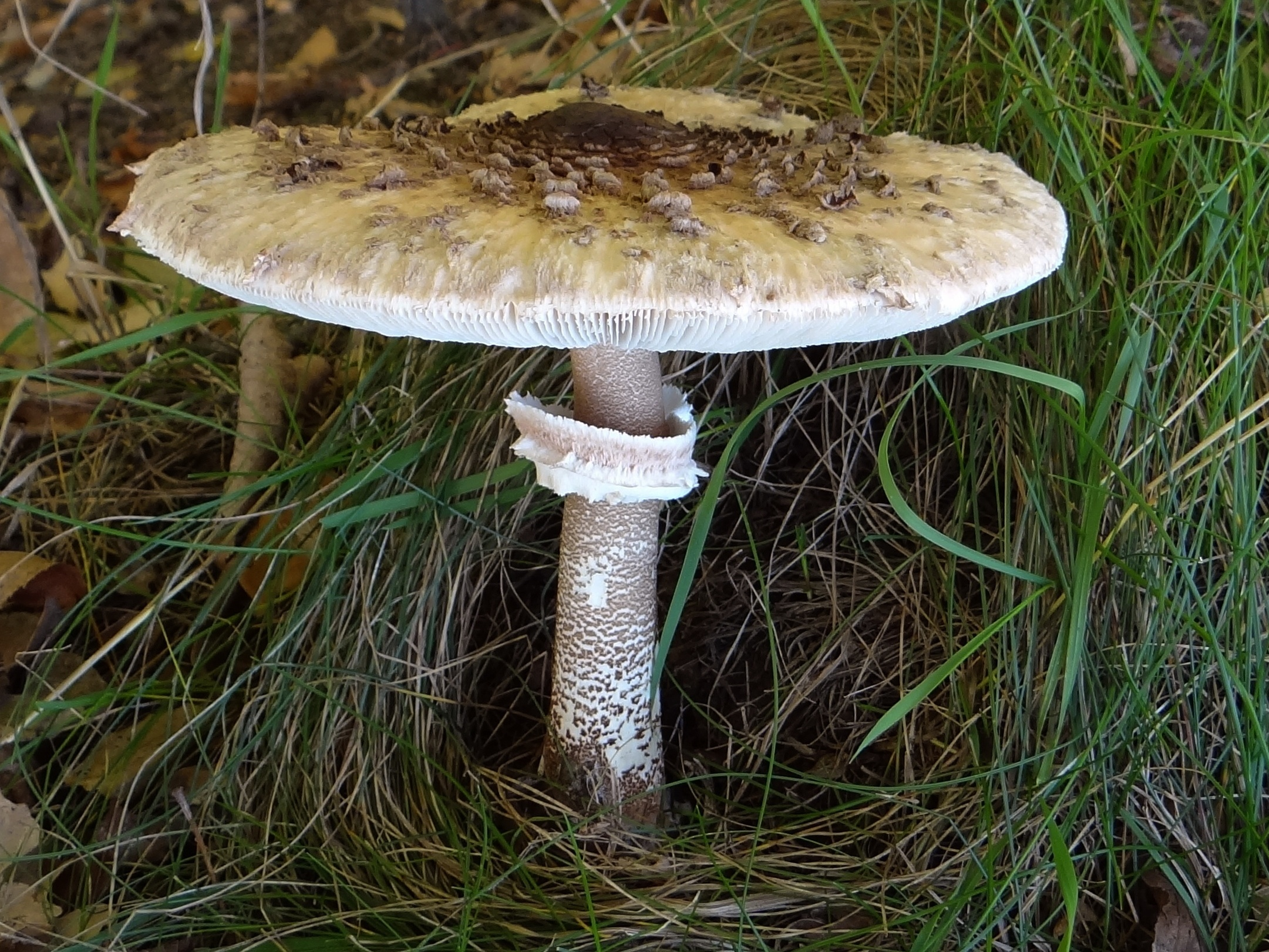
Kapelusz rozpostarty, o równym brzegu, suchy, pokryty odstającymi łatkami (u czubajki kani)

Kapelusz grzyba – część owocnika grzybów kapeluszowych, na której występuje hymenofor (druga część to trzon). Kształt kapelusza, jego barwa, wielkość, zapach, jest ważną cechą gatunkową umożliwiającą rozróżnianie gatunków. Hymenofor występuje zawsze na spodniej stronie kapelusza.

## Morfologia
Kształt. Kapelusz grzyba może mieć kształt cylindryczny, wypukły, dzwonkowaty, stożkowaty, płaskowypukły, rozpostarty (płaski), wklęsły, pępówkowaty, lejkowaty, kopytkowaty, wachlarzowaty. Kształty kapelusza zmieniają się podczas wzrostu owocnika. Młode owocniki zazwyczaj mają kapelusz wypukły, z wiekiem staje się coraz bardziej płaski, a u starszych owocników często wklęsły.
Garbek – niekiedy na środku kapelusza znajduje się wypukły garb, który może być tępy lub ostry.
Skórka. Może być nieściągalna lub łatwo ściągalna od brzegów do 1/3, 1/2, 2/3 promienia lub z całego kapelusza.
Prążkowanie. U niektórych gatunków grzybów kapelusz może być promieniście prążkowany od prześwitujących blaszek. Prążkowanie to może występować tylko przy brzegach, na 1/3, 1/2, 2/3 promienia kapelusza, lub na całym kapeluszu. Występuje zwłaszcza u kapeluszy higrofanicznych.
Powierzchnia kapelusza może być gładka, włóknista, kosmkowa, zamszowa, pokryta łatkami. Może być strefowana (gdy występują na niej koncentryczne pierścienie, jak np. u mleczaja rydza). Może też być sucha, lepka lub śluzowata.
Brzeg kapelusza może być podwinięty, prosty lub wywinięty do góry. Często zmienia się to w trakcie rozwoju grzyba; początkowo brzeg jest podwinięty, gdyż strzępki w środkowej części kapelusza rosną szybciej, niż na brzegu, później ulega wyprostowaniu, czasami brzeg rozwija się nadal i staje się wywinięty do góry. Może być sterylny (gdy hymenofor nie dochodzi do samego brzegu) lub płodny. Brzeg może być ostry lub zaokrąglony, może być równy lub postrzępiony. Istotna jest też barwa; często jest innej barwy niż kapelusz
Barwa. Kapelusz może być ubarwiony jednolicie, lub wielobarwnie. Istnieje ogromna paleta barw u różnych gatunków. Często w obrębie jednego gatunku istnieje duża zmienność ubarwienia. U niektórych grzybów kapelusze silnie zmieniają barwę pod wpływem wilgoci (są higrofaniczne); po nasiąknięciu wodą stają się ciemniejsze, wysychając jaśnieją, zaczynając od środka. Kolory mogą być ostro odgraniczone, lub płynnie przechodzić jeden w drugi. Barwa, jak i kształt kapelusza ulega też zmianie w trakcie wzrostu.
Forma. Kapelusz może być równy lub pofalowany, może być cały lub popękany. Często cechy te zmieniają się z wiekiem, lub w zależności od pogody, u niektórych gatunków kapelusze mogą pękać z wiekiem lub podczas suchej pogody.

cylindryczny
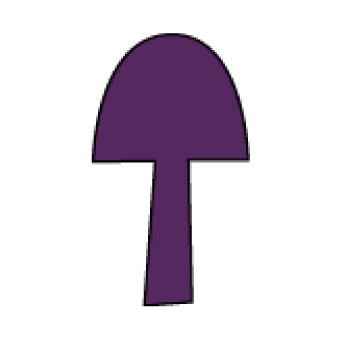
wypukły
stożkowaty
dzwonkowaty
płaskowypukły
rozpostarty (płaski)
wklęsły
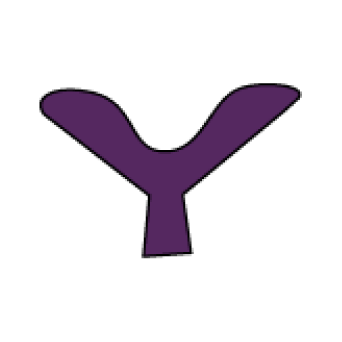
lejkowaty
z garbem
z dołkiem
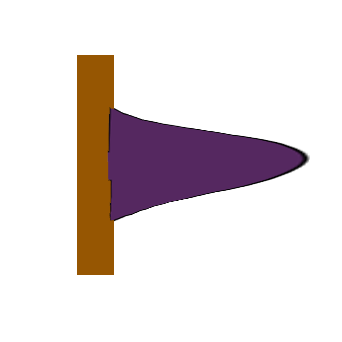
kopytkowaty
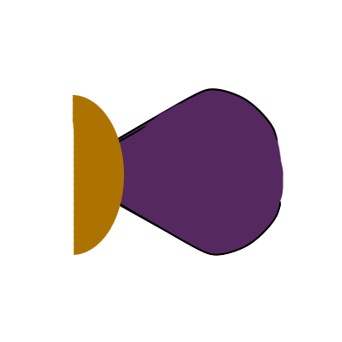
guzowaty
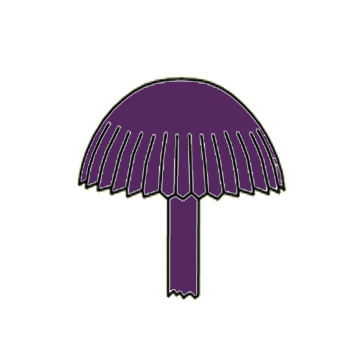
prążkowany do połowy

Brzeg kapelusza może mieć różne kształty, które zwykle zmieniają się w trakcie rozwoju owocnika (najczęściej z podwiniętego przechodzą w wyprostowany). Wyróżnia się następujące typy brzegów kapelusza:

silnie podwinięty
podwinięty
prosty
wygięty do góry
silnie wygięty do góry

## Struktura strzępkowa
Przy oznaczaniu niektórych gatunków przydatna jest również mikroskopijna budowa kapelusza, zwłaszcza budowa skórki i jej elementów (włoski, dermatocystydy), tramy i określenie systemu strzępkowego. U gatunków monomitycznych włoski zbudowane są ze strzępek generatywnych, często o znacznie pogrubionych ścianach i szerszych niż w tramie. U większości gatunków z trimitycznym systemem strzępkowym włoski składają się ze strzępek szkieletowych zmieszanych z kilkoma rozproszonymi strzępkami generatywnymi. W rodzinach żagwiowate Polyporaceae i szczeciniakowate Hymenochaetaceae skórka lub krusta zwykle składają się z gęsto sklejonych strzępek bez wartości diagnostycznej. U wielu gatunków z rodziny lakownicowatych Ganodermataceae końce strzępek tworzą palisadę, której kształt i wielkość mają wartość diagnostyczną. Strzępki te powstają ze strzępek generatywnych ze sprzążkami, ale sprzążki na ogół znikają, gdy grubość ścianek wzrasta do 3 lub 4 µm. Kilka gatunków, np. stułka piaskowa Coltricia perennis, ma na powierzchni kapelusza elementy wyraźnie rozgałęzione, przypominające poroże.